# Télégramme de Panizzardi
Le télégramme de Panizzardi, du nom de l'attaché militaire italien à Paris au début de l'Affaire Dreyfus (1894), est une demande codée, mais déchiffrée par l'équipe du chiffre du Quai d'Orsay.
Le lieutenant-colonel Alessandro Panizzardi avait indiqué à ses chefs (par une lettre dans la malle diplomatique) le 2 novembre 1894 qu'il ne connaissait pas du tout Alfred Dreyfus, puis, s'avisant qu'il pouvait avoir été court-circuité, demande des instructions le lendemain. Ce dernier message, intercepté et décodé, ajoute au faisceau d'indications que l'accusé est innocent, mais la hiérarchie de l'armée française maintient néanmoins son accusation. 
Ce télégramme fut au centre d'un incident lors du procès de 1898. Au lieu du vrai télégramme, qui innocentait complètement Dreyfus, le dossier militaire secret communiqué à la Cour de Cassation ne contenait qu'une fausse version, élaborée « de mémoire » en 1898 par le colonel Henry. Au cours de son témoignage, le major Cuignet a tenté de justifier cette version fausse et a accusé le ministère des Affaires étrangères de mauvaise foi. Une correspondance quelque peu animée a eu lieu entre les deux ministères sur ce sujet. Cependant, le délégué du ministère des Affaires étrangères, Paléologue, n'a eu aucun mal à confondre son adversaire et, le 27 avril, Cuignet et le général Chanoine, au nom du ministère de la Guerre, ont signé une déclaration reconnaissant la justesse de l'interprétation officielle. Cet incident a eu un écho parlementaire. Le 5 mai, De Freycinet a présenté sa démission du ministère de la Guerre de manière assez abrupte. Il a été remplacé par Krantz, jusque-là ministre des Travaux publics.
Malgré de forts préjugés de la part de nombreux conseillers chargés de l'examen de l'affaire, l'enquête de la cour unie a confirmé de manière frappante les résultats de l'enquête de la Chambre criminelle. Le président de la Chambre civile, Ballot-Beaupré, a été chargé de rédiger un rapport, qu'il a lu en audience publique le 29 mai. Visiblement affecté, il a déclaré que le bordereau était l'œuvre d'Esterhazy : ce fait étant prouvé, même s'il ne permettait pas de renverser l'acquittement d'Esterhazy, était suffisant pour démontrer l'innocence de Dreyfus; c'était, selon Ballot-Beaupré, le « fait nouveau » exigé par la loi pour une révision. Manau, le procureur général, dans son allocution devant la cour, a avancé un second « fait nouveau »—la falsification par Henry. Après un plaidoyer magistral de Mornard, agissant au nom de la famille Dreyfus, la Cour de Cassation s'est retirée pour délibérer. Dans leur décision, rendue le 3 juin, ils ont écarté la « fin de non recevoir » inférée soit du dossier secret soit des prétendues confessions de Dreyfus, jugées non prouvées et improbables. Ils ont retenu deux « faits nouveaux » : l'un, reconnu par tous, la nouvelle attribution du bordereau; l'autre, la communication secrète faite aux juges de Dreyfus, du document « canaille de D... », désormais considéré par tous comme inapplicable au prisonnier. En conséquence, la Cour de Cassation a annulé la sentence de 1894 et ordonné que Dreyfus soit rejugé devant un tribunal militaire à Rennes.
La veille de ce décret mémorable, Esterhazy a déclaré à un journaliste du "Le Matin" qu'il était bien l'auteur du bordereau ; mais il a affirmé qu'il l'avait écrit « sur ordre », pour fournir à son ami, le colonel Sandherr (dont il prétendait avoir été l'agent secret), une preuve matérielle contre le traître Dreyfus.